# Веласкес, Эмилиано
Эмилиа́но Вела́скес (исп. Emiliano Daniel Velázquez Maldonado; род. 30 апреля 1994, Монтевидео) — уругвайский футболист, защитник мексиканского клуба «Хуарес». До августа 2014 года выступал за «Данубио», в составе которого стал чемпионом Уругвая. В прошлом — игрок юношеской, затем молодёжной сборной, с октября 2014 года выступает за основную сборную Уругвая. Вице-чемпион мира среди юношей 2011 года, вице-чемпион мира среди молодёжи 2013 года.

## Биография
Эмилиано Веласкес — воспитанник школы футбольного клуба «Данубио». Дебютировал за основной состав «дунайцев» в чемпионате Уругвая 3 июня 2012 года в гостевой игре против «Белья Висты», в которой его команда проиграла со счётом 1:2, причём Веласкес был удалён за вторую жёлтую карточку на 55-й минуте, а противник забил победный мяч спустя две минуты. Больше в сезоне 2012/13 Веласкес на поле не появлялся. В следующем сезоне защитник закрепился в основном составе «Данубио», сыграв в 24 матчах Примеры.
Наиболее удачным для Веласкеса стал сезон 2013/14. Защитник не пропустил ни одной игры «Данубио» во всех 30 турах Примеры, а затем в трёх «золотых» матчах за чемпионский титул против «Монтевидео Уондерерс». В решающей третьей игре в каждой из команд было удалено по два футболиста, в том числе за вторую жёлтую карточку на 53-й минуте покинул поле и Веласкес. Основное время завершилось со счётом 1:1, в дополнительное команды обменялись забитыми голами, а в серии пенальти точнее была команда Эмилиано — 3:2.
24 августа 2014 года Эмилиано Веласкес провёл последний матч за «Данубио» (против «Атенаса») в рамках чемпионата Уругвая. Спустя три дня, 27 августа, он подписал контракт на пять лет с испанским клубом «Атлетико Мадрид». На следующий день был отдан в аренду на год в «Хетафе».
Серьёзных достижений Веласкес добился с юношескими и молодёжными сборными Уругвая. В 2009 году в составе юношеской (до 15 лет) сборной занял 4-е место на чемпионате Южной Америки. В 2011 году в составе юношеской (до 17 лет) сборной защитник стал вице-чемпионом Южной Америки. В том же году уругвайцы дошли до финала юношеского чемпионата мира, где уступили лишь хозяевам турнира — мексиканцам. В 2013 году Веласкес дошёл с «Селесте» до финала молодёжного чемпионата мира в Турции (путёвку туда Уругвай заработал благодаря бронзовым медалям на молодёжном первенстве континента, прошедшем в том же году). Уругвайцы уступили Франции лишь в серии пенальти.
10 октября 2014 года Эмилиано Веласкес дебютировал в основной сборной Уругвая. Он вышел в основе в товарищеском матче против сборной Саудовской Аравии и провёл всю игру без замены.

## Достижения
Командные
- Чемпион Уругвая (1): 2013/14
- Финалист Кубка португальской лиги (1): 2016/17
- Победитель испанской Сегунды (1): 2017/18
- Серебряный призёр чемпионата Южной Америки до 17 лет (1): 2011
- Серебряный призёр чемпионата мира до 17 лет (1): 2011
- Бронзовый призёр чемпионата Южной Америки до 20 лет (1): 2013
- Серебряный призёр чемпионата мира до 20 лет (1): 2013

Личные
- Лучший защитник и участник символической сборной чемпионата Уругвая 2013/14